# Mary O'Kane
Mary Josephine O'Kane (nacida en 1954), científica e ingeniera australiana, es la presidenta de la Comisión de Planificación Independiente de Nueva Gales del Sur (anteriormente, la Comisión de Evaluación de la Planificación de NGS). También es directora de la compañía y presidenta ejecutiva de «O'Kane Associates», una consultora con sede en Sídney que se especializa en revisiones gubernamentales y asesoramiento en investigación e innovación para gobiernos de Europa, Asia y Australasia. 

## Antecedentes y carrera
O'Kane nació en 1954 en Mount Morgan, Queensland, Australia. Fue educada en Toowoomba, Queensland. Luego estudió en la Universidad de Queensland, donde se graduó con una Licenciatura en Ciencias, con especialización en matemáticas y física. 
Comenzó su doctorado en la Universidad Nacional de Australia y recibió una beca que le permitió completar una investigación posdoctoral en la Universidad de Turín. Recibió su doctorado en 1982.
O'Kane regresó a Australia, donde trabajó en el Instituto de Tecnología de NGS. Recibió un puesto como profesora en Inteligencia Artificial y Teoría de la Computación en el Colegio de Canberra de Educación Avanzada, y fue decana de la Facultad de Ciencias de la Información e Ingeniería en la Universidad de Canberra de 1989 a 1993. Se mudó a la Universidad de Adelaide en 1994, donde se desempeñó como vicerrectora de Investigación y profesora de Electricidad y más tarde como vicerrectora y presidenta de 1996 a 2001.
Es miembro de la Academia de Ciencias Tecnológicas e Ingeniería y miembro honorario de «Engineers Australia».
O'Kane estableció su propia práctica de consultoría que ha completado el trabajo para clientes del gobierno y del sector privado. La compañía completó las revisiones de los Centros de Investigación Cooperativa y la Oficina de Meteorología. 
En 2008, O'Kane fue nombrada por el entonces Primer Ministro de Nueva Gales del Sur, Nathan Rees, como la primera Jefe Científica e Ingeniera del estado. Su trabajo incluyó la realización de una revisión independiente de las actividades relacionadas con el gas metano de carbón, centrándose en la salud humana y en los impactos ambientales. Los informes de los resultados de la revisión se publicaron en 2013 y 2014.
Examinó una serie de otros temas polémicos a solicitud del gobierno, incluida la seguridad energética del estado, la disminución de las poblaciones de koalas, las emisiones de polvo de carbón ferroviario, y la calidad del aire en los túneles. El 31 de enero de 2018, después de casi 10 años en el cargo, O'Kane renunció para asumir su nuevo cargo como presidenta de la Comisión de Planificación Independiente de Nueva Gales del Sur (anteriormente, la Comisión de Evaluación de Planificación de Nueva Gales del Sur).

## Honores
O'Kane ganó el Premio «Erna Hamburger» 2017. El premio es otorgado por la Escuela Politécnica Federal de Lausana en Suiza para reconocer a las científicas líderes que están transformando su campo y ejecutando el cambio.
También en 2017, O'Kane recibió la medalla conmemorativa de Peter Nicol Russell, el premio de ingeniería más distinguido de Australia. Los beneficiarios de la Medalla Conmemorativa PNR representan para la profesión de ingeniería y para la comunidad los más altos estándares de servicio técnico, profesional y comunitario de la profesión
En 2016, O'Kane fue nombrada Compañero de la Orden de Australia, el más alto honor civil de Australia, «por su servicio eminente a la ciencia y la ingeniería, como contribuyente al desarrollo de políticas nacionales y al gobierno, a la promoción de la investigación tecnológica y suministro de energía en el futuro, a la educación superior, y como un modelo para los jóvenes científicos».
Ese mismo año, O'Kane recibió la «Medalla de Ada Lovelace» inaugural de la UNGS por ser una destacada ingeniera, en reconocimiento a su destacada y duradera contribución a Australia, a través de numerosos y diversos roles en los últimos 30 años.
En 2014, O'Kane recibió la «Medalla Pearcey» en honor a su distinguida trayectoria de logros y contribución al desarrollo y crecimiento de las profesiones, la investigación y la industria de las TIC. 